# March 721
 (juillet 2018).
Si vous disposez d'ouvrages ou d'articles de référence ou si vous connaissez des sites web de qualité traitant du thème abordé ici, merci de compléter l'article en donnant les références utiles à sa vérifiabilité et en les liant à la section « Notes et références ».
Chronologie des modèles (1972)
March 711 March 721X
La March 721 est une monoplace de Formule 1 ayant participé au championnat du monde de Formule 1 1972 avec trois pilotes : Ronnie Peterson, Henri Pescarolo et Niki Lauda.